# Meerdervoort
Meerdervoort est une ancienne commune néerlandaise de la Hollande-Méridionale.
Meerdervoort a été érigé en commune le 1er avril 1817 par démembrement de la commune de Zwijndrecht. Le 1er septembre 1855 la commune fut supprimée et rattachée à Zwijndrecht, dont le territoire fait toujours partie de nos jours.
En 1840, la commune de Meerdervoort comptait 84 maisons et 413 habitants.